# Steven M. Lowenstein
Steven Mark Lowenstein (geboren 26. Februar 1945 in New York City; gestorben 31. Mai 2020 in Los Angeles) war ein US-amerikanischer Historiker des Judentums.

## Leben
Steven Lowenstein wuchs im New Yorker Stadtviertel Washington Heights in einer deutsch-jüdischen Familie auf, die vor der deutschen Judenverfolgung in die USA geflohen war. Er studierte am City College of New York mit einem Bachelor-Abschluss und an der Princeton University mit einem M.A. und wurde dort auch promoviert. Er lehrte unter anderem an der Columbia University, am Monmouth College und an der University of Judaism in Los Angeles. Er arbeitete auch für das YIVO und das Leo Baeck Institute. Er wurde 2008 emeritiert und arbeitete danach als psychiatrischer Sozialarbeiter.

## Schriften (Auswahl)
- Resistance to absolutism : Huguenot organization in Languedoc, 1621–22. Princeton, N.J., 1972
- Two sources of Jewish tradition : official religion and popular religion. Los Angeles : The University of Judaism, 1984
- Frankfurt on the Hudson: The German-Jewish Community of Washington Heights, 1933–1983, Its structure and Culture. Detroit : Wayne State Univ. Press, 1989
- The mechanics of change : essays in the social history of German Jewry. Atlanta, Ga. : Scholars Press, 1992
- The Berlin Jewish Community: Enlightenment, Family and Crisis, 1770–1830. New York : Oxford Univ. Press, 1994
- The Jewishness of David Friedländer and the crisis of Berlin Jewry. Ramat-Gan : Bar-Ilan University, 1994
- Integration in dispute : 1871–1918. New York : Columbia Univ. Press, 1997
  - Deutsch-jüdische Geschichte in der Neuzeit Teil: Bd. 3., Umstrittene Integration : 1871–1918. Übersetzung Holger Fliessbach. Frankfurt am Main : Büchergilde Gutenberg, 1997
- The Jewish Cultural Tapestry: International Jewish Folk Traditions. New York : Oxford University Press, 2000
  - Jüdisches Leben – Jüdischer Brauch. Internationale jüdische Volkstradition. Übersetzung Alice Jakubeit. Düsseldorf : Artemis und Winkler, 2002
- Deutsch in hebräischen Lettern. In: Aschkenas. Zeitschrift für Geschichte und Kultur der Juden. 18–19/2 (2008/09), S. 367–375